# Pseudanthias bartlettorum
Pseudanthias bartlettorum is een straalvinnige vis behorend tot het geslacht Pseudanthias. De vis komt voor in de Grote Oceaan en kan een lengte bereiken van 9 cm. De vis voedt zich met zoöplankton, drijvende filamenteuze algen en kleine visjes.